# 五庄子
五庄子，原寫為五庄仔，是臺灣彰化縣竹塘鄉的一個傳統地域名稱，位於該鄉中部。相較於今日行政區，其範圍大致與五庄村相近。

## 歷史
台灣清治末期至日治初期，五庄子地區為一街庄，稱為「五庄仔庄」，隸屬於深耕堡。該庄北與𥕟磘庄為鄰，東與大湖厝庄為鄰，東南邊為路口厝庄，南邊及西南邊為樹仔腳庄，西邊中段及北段為內蘆竹塘庄、面前厝庄。
1901年（日治明治三十四年）11月，全台廢縣廳改設二十廳，該庄隸屬於彰化廳。1903年（明治三十六年）6月，該庄編入「內蘆竹塘區」，隸屬於彰化廳。1909年（明治四十二年）10月，合併二十廳為十二廳，內蘆竹塘區改隸屬於臺中廳。1920年（大正九年），廢廳、支廳、區、街庄（舊制）改設州、郡、街庄（新制）、大字，該庄改制並雅化為「五庄子」大字，隸屬於臺中州北斗郡竹塘庄。
戰後竹塘庄改制為竹塘鄉，隸屬於臺中縣，大字亦改制為村。1950年10月，中、彰、投分治，竹塘鄉改隸屬彰化縣。

## 聚落
本地區發展較早的聚落為大湖厝，在日治期初期的官方地圖上已有記載。此外，本地區尚有五庄子、頂五庄等聚落。

## 交通
省道台19線（中央路二段）又稱「中央公路」，是彰化至台南永康的幹道，大致以東北—西南走向經過五庄子地區中部。由該道路向東北可前往埤頭、溪湖、埔鹽、福興東南端、秀水等地，向西南繞大彎轉南南西過濁水溪自強大橋後可前往二崙、崙背、土庫西北端、褒忠等地。
縣道152號（竹林路一段）是大城鄉公館至名間的道路，大致以西北西—東南東走向轉西北微南—東南微北走向經過本地區南部邊界西段。由該道路向西北西至省道台19線路口轉西南與其共線後繞大彎轉西南至頂崙仔轉西北西獨行後可前往大城、公館並止於省道台17線路口，向東南微北可前往埤頭南部、溪州、二水、名間等地。
鄉道彰127線（竹五路）是頂後厝至新莊的道路，大致以北北東—南南西走向與鄉道彰178線共線由本地區西北部邊界北側入境後，立即繞大彎轉南南東，進入五庄子聚落後蜿蜒而行後轉南南西，經鄉道彰178線左側路口後獨行以至出境。由該道路向北北東經鄉道彰178線左側路口後可前往𥕟磘、丈八斗東部的橋子頭聚落、大排沙、萬合、舊趙甲西部的頂後厝聚落並止於縣道143號路口，向南南西可前往樹子腳西北端、樹子腳與竹塘交界地帶、竹塘東南部、竹塘與番子寮交界地帶、番子寮與下溪墘交界地帶並止於新庄聚落的田頭堤防道路路口。
鄉道彰177線是大灣至番仔寮的道路，其北側端點位於本地區南部凸出部分西南角南側附近的縣道152號路口。由此向南可前往樹子腳西北部、竹塘東部南段凸出部分、樹子腳西南部並止於其南部邊界處的鄉道彰176線路口（位於番仔寮聚落北側）。
鄉道彰178線（大湖路）是洲子至大灣的道路，其東側端點位於本地區南部邊界中央偏西的縣道152號路口（該處位於大灣聚落東北郊）。由此向北轉北北東，至庄尾聚落西郊路口轉東南東再轉東，至聚落前路底轉北微西，出聚落後轉西北，經省道台19線路口後續直行，至五庄子聚落轉北再轉西微北，至鄉道彰127線路口轉北北東與其共線，於聚落內蜿蜒而行後轉西北微北出聚落，至本地區西北部邊界轉北北東出境後，至文昌路路口轉轉西南獨行可前往面前厝並止於洲子聚落東側鄉道彰175線路口。